# G3: Live in Tokyo
| Críticas profissionais | Críticas profissionais |
| Avaliações da crítica  | Avaliações da crítica  |
| Fonte                  | Avaliação              |
| ---------------------- | ---------------------- |
| Allmusic               | [ 1 ]                  |

G3: Live in Tokyo corresponde ao CD/DVD do show realizado pelo G3 em 8 de maio 2005 no Tokyo Forum, Japão. Neste ano, os guitarristas da turnê foram Joe Satriani, Steve Vai e John Petrucci, guitarrista e fundador da banda de metal progressivo Dream Theater. Esta foi a única edição da turnê do G3 em que tanto o CD quanto o DVD foram gravados no mesmo dia.

## Versão em CD

### Disco 1

#### John Petrucci
1. Glasgow Kiss (9:18)

2. Damage Control (10:31)

#### Steve Vai
3. The Audience is Listening (8:59)

4. Building the Church (6:09)

5. K'm-Pee-Du-Wee (9:16)

### Disco 2

#### Joe Satriani
1. Up in Flames (8:56)

2. Searching (8:44)

3. War (6:37)

#### The G3 Jam
4. Foxey Lady (10:43) (Jimi Hendrix cover)

5. La Grange (9:18) (ZZ Top cover)

6. Smoke on the Water (12:33) (Deep Purple cover)

## DVD

### Faixas

#### John Petrucci
1. "Glasgow Kiss"
2. "Damage Control"

#### Steve Vai
1. "The Audience Is Listening"
2. "Building the Church"
3. "K'm-Pee-Du-Wee"

#### Joe Satriani
1. "Up in Flames"
2. "Searching"
3. "War"

#### The G3 Jam
1. "Foxy Lady"
2. "La Grange"
3. "Smoke on the Water"

#### Extras
- G3 Soundcheck (15:01) com comentários de Joe Satriani, Steve Vai e John Petrucci.

## Músicos

### Joe Satriani
- Joe Satriani - guitarra
- Galen Henson - guitarra rítmica
- Matt Bissonette - baixo
- Jeff Campitelli - bateria

### Steve Vai
- Steve Vai - guitarra
- Dave Weiner - rhythm guitar
- Billy Sheehan - baixo
- Tony Macalpine - teclado, guitarra
- Jeremy Colson - bateria

### John Petrucci
- John Petrucci - guitarra
- Dave LaRue - baixo
- Mike Portnoy - bateria

### The G3 Jam
- Joe Satriani - guitarra, vocais em "Foxey Lady"
- Steve Vai - guitarra
- John Petrucci - guitarra
- Matt Bissonette - baixo, vocais em "Smoke on the Water"
- Billy Sheehan - baixo em "La Grange" e "Smoke on the Water", vocais em "La Grange", back vocals em "Smoke on the Water"
- Mike Portnoy - bateria em "Foxy Lady"
- Jeff Campitelli - bateria em "La Grange" e "Smoke on the Water"

## Desempenho nas Paradas Musicais

### Lista Semanal
| Chart (2005–06)                 | Peak position |  |
| ------------------------------- | ------------- |  |
| Australian DVD (ARIA Charts)    | 38            |  |
| Países Baixos (Dutch Music DVD) | 21            |  |
| New Zealand Music DVD (RMNZ)    | 2             |  |
| Portuguese Music DVD (AFP)      | 12            |  |
| Suécia (Swedish Music DVD)      | 6             |  |
| US Top Music Videos (Billboard) | 2             |  |

### Certificações
| Região                                                           | Certificação | Vendagem | Ref.   |
| ---------------------------------------------------------------- | ------------ | -------- | ------ |
| (ARIA Charts)                                                    | Platina      | 15,000^  | [ 9 ]  |
| RMNZ                                                             | Platina      | 5,000^   | [ 10 ] |
| ^ = Os valores das remessas são baseados apenas na certificação. |              |          |        |